# Joker Out

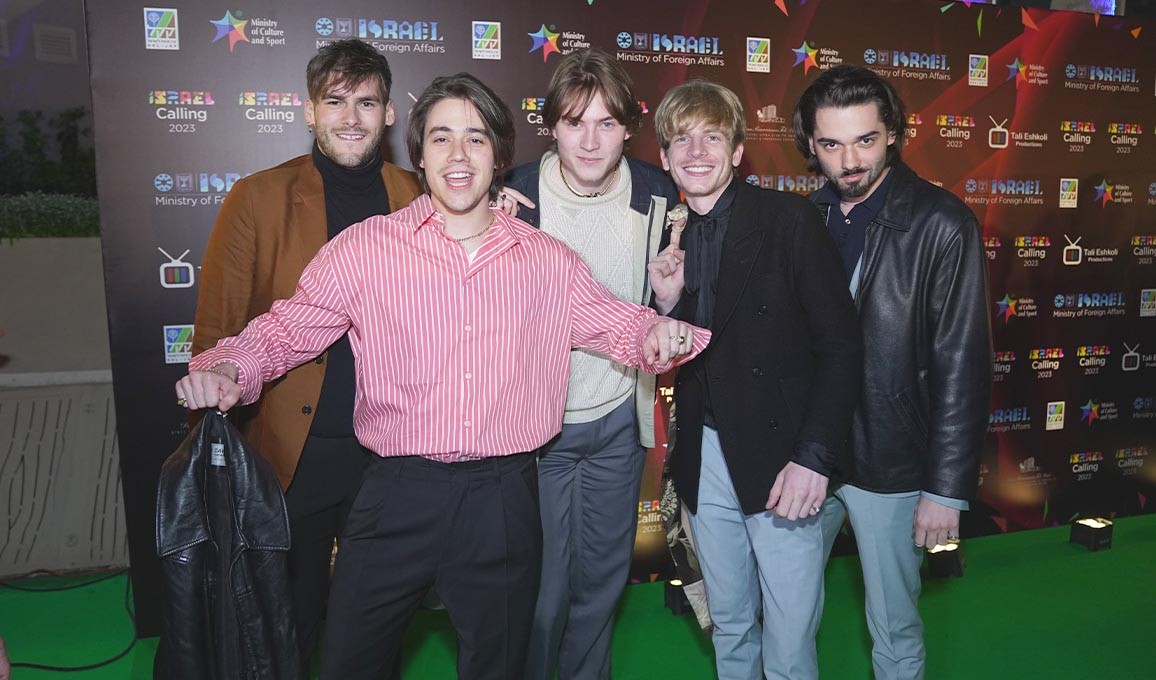
Joker Out 2023.

Joker Out är ett slovenskt indierockband som bildades 2016 i Ljubljana. De har släppt tre album. Bandet representerade Slovenien i Eurovision Song Contest 2023 med låten "Carpe Diem". De fick 78 poäng i finalen och slutade på 21:a plats.

## Historia

### 2016–2021
Bandet bildades i maj 2016 efter att bandet Apokalipsa splittrades. Forna Apokalipsa-medlemmarna Bojan Cvjetićanin, Martin Jurkovič och Matic Kovačič samt Kris Guštin och Jan Peteh, som tidigare spelade i gruppen Bouržuasija, bildade Joker Out. I november 2016 släppte de sin första singel "Kot srce, ki kri poganja". Några dagar senare deltog de i Špil liga 2016/2017, vilket är en slovensk musiktävling för studenter. I finalen 17 juni 2017 vann de tävlingen. I november 2017 släppte de sin andra låt "Omamljeno telo". 2017–2018 uppträdde de vid flera evenemang, som till exempel Rhythm of Youth (8 december 2017), May Games (15 maj 2018) och Dragon Festival (8 september 2018).
Den 12 september 2019 släppte de en ny singel, "Gola". Innan det hade de en 8-månaders paus på grund av att Cvjetićanin ville starta en solokarriär, men tyckte sedan att jobba med gruppen passade honom bättre. 2 november 2018 hade de deras första självständiga konsert vid Ljubljana Castle.  I december uppträdde de återigen på Rhythm of Youth.
Efter "Gola" kom ytterligare tre singlar: "Vem, da greš", "Umazane misli" och "A sem ti povedal". Mellan utgivningarna av "Umazane misli" och "A sem ti povedal" byttes trummisen Matic Kovačič ut av Jure Maček. "Umazane misli" blev vald som "Bästa nya slovenska låten från förra året" på den nya festivalen Frišno/Fresh - The Day of New Slovenian Music som ägde rum 1 oktober 2021. De släppte också deras första album Umazane misli i oktober. De hade originellt planerad att släppa albumet i april 2020, men utgivningen blev uppskjuten flera gånger på grund av Covid-19-pandemin. 
Både 2020 och 2021 vann de två Zlata piščal-pris: 2020 för årets nykomlingar och 2021 för årets artist.

### 2022–
I april 2022 släppte de musikvideon för "Barve oceana", den sista singeln i deras första album. 12 maj 2022 vann de Zlata piščal-priset för årets artist, vilket var andra året på rad de vann det priset. 31 augusti släppte de sitt andra album Demoni, som föregicks av singeln "Katrina". Den 10 oktober samma år meddelade bandet på Instagram att basisten Martin Jurković skulle lämna bandet på grund av studier utomlands. Jurković ersattes av Nace Jordan.  
Den 8 december 2022 meddelade RTV Slovenija att bandet skulle representera Slovenien i Eurovision Song Contest 2023 i Liverpool. Den 28 januari avslöjades att låten heter "Carpe Diem", som släpptes den 4 februari. Bidraget tog sig till final där bandet slutade på 21:a plats efter att ha samlat ihop 78 poäng varav 33 kom från juryn och 45 från tittarna.

## Medlemmar
Nuvarande
- Bojan Cvjetićanin - sång
- Jure Maček - trummor
- Kris Guštin - gitarr
- Jan Peteh - gitarr
- Nace Jordan - basgitarr

Tidigare
- Matic Kovačič - trummor
- Martin Jurkovič - basgitarr

## Diskografi

### Album
- Umazane misli (2021)
- Demoni (2022)
- Souvenir Pop (2024)

### Singlar
| År   | Titel                           | Album         |
| ---- | ------------------------------- | ------------- |
| 2016 | Kot srce, ki kri poganja        | —             |
| 2017 | Omamljeno telo                  | Umazane misli |
| 2019 | Gola                            | Umazane misli |
| 2020 | Vem da greš                     | Umazane misli |
| 2020 | Umazane misli                   | Umazane misli |
| 2021 | A sem ti povedal                | Umazane misli |
| 2022 | Barve oceana                    | Umazane misli |
| 2022 | Katrina                         | Demoni        |
| 2022 | Demoni                          | Demoni        |
| 2023 | Carpe Diem                      | Souvenir Pop  |
| 2023 | New Wave (feat. Elvis Costello) | —             |
| 2023 | Sunny side of london (SSOL)     | —             |
| 2024 | Everybody's waiting             | Souvenir Pop  |
| 2024 | Šta bih ja                      | Souvenir Pop  |
| 2024 | Bluza                           | Souvenir Pop  |
| 2024 | Stephanie                       | Souvenir Pop  |

## Priser
| Pris         | År   | Kategori        | Nominerad för      | Resultat  |
| ------------ | ---- | --------------- | ------------------ | --------- |
| Zlata piščal | 2020 | Årets låt       | "Gola"             | Nominerad |
| Zlata piščal | 2020 | Årets nykomling | Joker Out          | Vann      |
| Zlata piščal | 2021 | Årets artist    | Joker Out          | Vann      |
| Zlata piščal | 2022 | Årets artist    | Joker Out          | Vann      |
| Zlata piščal | 2022 | Årets låt       | "Umazane misli"    | Nominerad |
| Zlata piščal | 2022 | Årets låt       | "A sem ti povedal" | Nominerad |
| Zlata piščal | 2022 | Årets album     | Umazane misli      | Nominerad |